# Huitong
Huitong  (en chino, 会同; pinyin, Huìtóng (escuchar)ⓘ) es un condado  bajo la administración directa de la Prefectura Huaihua en la Provincia de Hunan, República Popular China.  Su área es de 2258 km² y su población total para 2015 superó los 360 mil habitantes. 

## Administración
Desde enero de 2024, el  Condado Huitong  se divide en 18 pueblos que se administran en 8 poblados y 10  villas.

## Toponimia
El topónimo Huitong [/Juéi-tong/] se compone de los sinogramas Hui (reunir) y Tong (unir), lo que puede interpretarse como "lugar de reunión".
El condado fue establecido en el año 1102 durante la dinastía Song del Norte bajo el nombre Sanjiang (三江县 "Condado de los Tres Ríos") en referencia a la confluencia de tres cuerpos de agua en la región. Sin embargo, apenas un año después, en el 1103, el nombre fue cambiado a Huitong, debido a la confluencia (Hui) y unión (tong) de estos tres ríos, de ahí el nombre.